# Districte de Sant Martí

Barris del districte de Sant Martí.

Sant Martí és un districte de Barcelona que, situat a l'est de la ciutat, limita amb el municipi de Sant Adrià de Besòs, els districtes de Ciutat Vella, l'Eixample, Horta-Guinardó i Sant Andreu i el mar Mediterrani. És hereu del municipi de Sant Martí de Provençals, agregat al de Barcelona el 1897.
El districte de Sant Martí concentra la major part de les platges de Barcelona en els seus 2.675 metres de litoral. Amb 1.038,7 hectàrees i 238.315 habitants (2019), és el quart districte de la ciutat en extensió i el segon en població.

## Configuració
El territori del districte actual, tal com fou establert el 1984, inclou la major part de l'antic municipi de Sant Martí de Provençals, tot i que diversos territoris històricament martinencs han estat inclosos en districtes veïns: l'extrem nord-occidental, a l'Eixample; el Baix Guinardó, el Guinardó, Can Baró i part del Carmel, a Horta-Guinardó; i els barris de la Sagrera, el Clot i Navas, a Sant Andreu.

## Barris
Actualment el districte es divideix en deu barris.
| Codi | Mapa | Nom del barri                                | Població (2019) | Superfície (ha) | Densitat (hab/ha) |
| X    |      | Sant Martí                                   | 238.315         | 1.038,7         | 249               |
| ---- | ---- | -------------------------------------------- | --------------- | --------------- | ----------------- |
| 64   |      | El Camp de l'Arpa del Clot                   | 38.663          | 74,1            | 522               |
| 65   |      | El Clot                                      | 27.041          | 69,7            | 388               |
| 66   |      | El Parc i la Llacuna del Poblenou            | 15.461          | 112,2           | 138               |
| 67   |      | La Vila Olímpica del Poblenou                | 9.261           | 92,5            | 100               |
| 68   |      | El Poblenou                                  | 33.861          | 156,7           | 216               |
| 69   |      | Diagonal Mar i el Front Marítim del Poblenou | 13.501          | 120,3           | 112               |
| 70   |      | El Besòs i el Maresme                        | 24.673          | 118,5           | 208               |
| 71   |      | Provençals del Poblenou                      | 21.002          | 108,6           | 193               |
| 72   |      | Sant Martí de Provençals                     | 26.061          | 73,4            | 355               |
| 73   |      | La Verneda i la Pau                          | 28.791          | 112,7           | 255               |

## Història

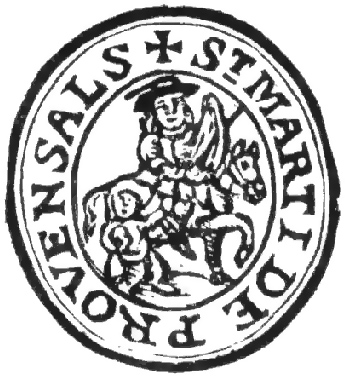
Primer segell municipal de Sant Martí de Provençals

Escut proposat i adoptat al 1855

El nom del districte prové de l'antic municipi del pla de Barcelona, Sant Martí de Provençals, que va ser un municipi independent des del 1714 fins al 1897. L'etimologia del nom prové de la paraula llatina provincialis, utilitzada pels romans per anomenar els camps situats més enllà de les muralles de les ciutats. Per altra banda, el nom de Sant Martí és el de la primera església edificada, Sant Martí de Tours.
L'antic terme municipal s'estenia a llevant de la ciutat de Barcelona, des de les muralles fins als marges del riu Besòs i des del mar fins a la muntanya del Carmel. Hi havia principalment tres nuclis de població al municipi i que es trobaven aïllats entre ells: El Clot, el Poblenou i Sant Martí de Provençals. Aquest últim és el que donava nom al municipi i actualment és un dels 10 barris del districte.

### Els orígens
Hi ha diverses opinions sobre l'origen de la població. Una d'aquestes és la del Josep Moran i Ocerinjauregui que adhereix a la teoria de l'assentament dels repobladors provençals que hauria tingut lloc molt abans de l'època de Ramon Berenguer III, quan el rei carolingi Lluís el Pietós recuperà Barcelona de mans dels sarraïns. A l'edat mitjana Sant Martí de Provençals s'estenia a llevant de la ciutat de Barcelona, des de les muralles fins als marges del riu Besòs i des del mar fins a la muntanya del Carmel.
Aquest territori es va desenvolupar cap al nord a partir del segle x, gràcies a la construcció del Rec Comtal, que portava l'aigua de Montcada a Barcelona.
D'altra banda, les terres de més al sud, plenes d'aiguamolls, es van transformar a mitjan segle xvii en els territoris de major activitat industrial de l'estat espanyol.

### La unió a Barcelona
Fins a l'any 1716, Sant Martí de Provençals va ser una parròquia sota la jurisdicció de Santa Maria del Mar. A partir d'aquesta data i a conseqüència del Decret de Nova Planta es va convertir en un municipi independent fins al 1897, en què va ser agregat a la ciutat de Barcelona.

### L'època industrial
Al segle xviii s'inicià a la part baixa de Sant Martí, el Poblenou, un procés industrial amb l'assentament primer dels prats d'indianes i posteriorment dels edificis fabrils. Els motius fonamentals que van portar els industrials a instal·lar les seves fàbriques a Sant Martí de Provençals van ser el baix preu dels terrenys, l'abundància d'aigua, la proximitat al port de Barcelona i el pagament d'uns impostos molt baixos. Aquests factors van fer que el nombre de fàbriques anés en augment; el 1885 hi havia 60 fàbriques, i el 1888 ja n'eren 243. Les primeres fàbriques que es van instal·lar al Clot i al Camp de l'Arpa van ser les farineres, seguides per les indústries tèxtils, les adoberies, les bòbiles, les de productes químics i moltes d'altres.
Al final del segle xix el barri s'havia convertit en un assentament industrial i obrer, consolidat urbanísticament amb la instal·lació de fàbriques i d'habitatges. Aquest fet va comportar un augment molt important de la població, que molt sovint procedia de la resta de Catalunya i de l'Aragó. Tot aquest procés industrial implica un canvi en la condició social de la població, que esdevé predominantment obrera, i que la premsa d'aquells anys reflectí en les seves pàgines (vegeu les enllaços externs).

### La Guerra Civil
El 1936, part de l'exèrcit espanyol, seguint el general Francisco Franco i d'altres, es va arremorar contra la Segona República. Al barri de Sant Martí, on ara és l'actual camp de futbol del Júpiter, Sant Martí va declarar la guerra contra les tropes de Franco; com que el Poblenou era una de les barriades més importants de Barcelona, arran d'aquests fets la revolució hi va començar amb molta força. Xavier Benguerel era un important escriptor que va patir la guerra en aquest escenari.
Els republicans van posar passos fronterers perquè no s'infiltressin espies franquistes al barri i a la ciutat. La majoria de la població no era feixista, però rebien un dur tractament per les brigades republicanes. Cada dia la gent s'ajuntava en una plaça on els generals de la República donaven les informacions de com anava la guerra. Com que l'exèrcit republicà cada vegada requeria més armament, les antigues fàbriques metal·lúrgiques van passar a fabricar armes. Al cap de poc temps començaren a escassejar els aliments, i va florir un mercat negre que va perdurar més enllà de l'acabament de la guerra.
L'emplaçament actual del Fòrum era conegut com el Camp de la Bota. Al Castell del Camp de la Bota inicialment van ser afusellats els militars franquistes sublevats i més tard van ser afusellats milers de republicans fins que als anys 50 es va abandonar.

## Patrimoni
- Ca la Vila
- Can Folch
- Torre del Fang
- Rec Comtal